# Czerwieńsk
Uppslagsordet "Rothenburg an der Oder" leder hit. För andra orter med namnet, se Rothenburg och Rotenburg.
Czerwieńsk ['ʧɛrvʲɛɲsk], tyska: Rothenburg an der Oder, är en stad i västra Polen, tillhörande distriktet Powiat zielonogórski i Lubusz vojvodskap. Staden är belägen omkring 10 kilometer nordväst om staden Zielona Góra, i närheten av floden Oder. Tätorten hade 4 182 invånare år 2014 och utgör centralort i en stads- och landskommun med sammanlagt 10 028 invånare samma år.

## Historia
Under 1200-talet omnämns första gången byn Netkowe på platsen för staden. Orten tillhörde markgrevskapet Brandenburg och låg i landskapet Neumark intill gränsen mot Schlesien.
I mitten av 1500-talet uppförde godsherren i Netkau, Christoph von Rothenburg, ett slott och lät bygga ut bosättningen. Den äldre bosättningen kallades Polnisch-Nettkau och utvidgningen Neu-Nettkau. Utvecklingen hämmades av trettioåriga krigets förstörelse. År 1690 blev Neu-Nettkau stad och döptes till Rothenburg. Under huset Habsburg genomfördes motreformationen i det angränsande Schlesien efter trettioåriga kriget, och i staden uppfördes därför 1654 en protestantisk kyrka dit protestanter från gränstrakterna kunde besöka gudstjänsten. Genom invandring av religionsflyktingar kom även flera vävare att etablera sig i staden.
Alexander Rudolf von Rothenburg gjordes till greve av kung Fredrik Vilhelm I 1736. Sonen till greven, greve Friedrich Rudolf von Rothenburg, var en av Fredrik II:s närmaste vänner.
1788 förvärvade Peter von Biron, hertig av Żagań, Rothenburg och Nettkow. Staden kom som hemgift för dottern Pauline i släkten Hohenzollern-Hechingens ägo, och slottet kom att användas som residens av dessa.
1816 införlivades staden i provinsen Schlesien, tillsammans med de schlesiska områden som blivit preussiska 1742. År 1870 anslöts staden till järnvägen Guben–Bentschen–Posen och järnvägen Breslau–Stettin.
Slottet i staden förstördes efter andra världskrigets slut av sovjetiska trupper, men resten av staden undgick storskalig förstörelse. Orten blev efter krigsslutet del av Folkrepubliken Polen. Den kvarvarande tyskspråkiga befolkningen tvångsförflyttades och ersattes med inflyttade polska bosättare och flyktingar. Staden döptes av de polska myndigheterna till Czerwieńsk och förlorade sina stadsrättigheter på grund av det låga invånarantalet. Genom inflyttningen efter kriget kom staden dock att återfå sin status som stad 1969.